# Пінжедир
Пінжеди́р (рос. Пинжедыр, марій. Пӱнчыдӱр) — присілок у складі Кілемарського району Марій Ел, Росія. Входить до складу Юксарського сільського поселення.

## Населення
Населення — 47 осіб (2010; 61 у 2002).
Національний склад (станом на 2002 рік):
- марі — 97 %